# Nhà tạo lập thị trường
Nhà tạo lập thị trường (Market maker) hay còn gọi là Nhà cung cấp thanh khoản (Liquidity provider) là một công ty hoặc một cá nhân thực hiện việc niêm yết cả giá mua và giá bán trong một tài sản có thể giao dịch được nắm giữ trong số hàng tồn kho, với hy vọng kiếm được lợi nhuận từ sự chênh lệch, được gọi là chênh lệch giá mua–bán (Bid–ask spread) hoặc lượt đảo (turn). Đây chính là doanh nghiệp, một tổ chức hoặc trung gian riêng lẻ nắm giữ một lượng chứng khoán nhất định nhằm thúc đẩy giao dịch đối với loại chứng khoán đó. Lợi nhuận mà nhà tạo lập kiếm được đến từ chênh lệch giữa giá mua và giá bán trên các giao dịch của họ. Điều này cũng góp phần giúp ổn định thị trường, giảm biến động giá (biến động tài chính) bằng cách thiết lập dư địa giá giao dịch cho tài sản. Tại thị trường Hoa Kỳ, Ủy ban Chứng khoán và Giao dịch Hoa Kỳ định nghĩa "nhà tạo lập thị trường" là một công ty sẵn sàng mua và bán cổ phiếu một cách thường xuyên và liên tục với mức giá được niêm yết công khai. Tại Việt Nam, theo quy định của Chính phủ thì Nhà tạo lập thị trường là tổ chức được Bộ Tài chính lựa chọn để thực hiện quyền, nghĩa vụ trong việc phát hành, giao dịch công cụ nợ của Chính phủ tại thị trường trong nước theo quy định, đây là đối tượng duy nhất được tham gia vào các phiên phát hành, mua lại hoán đổi công cụ nợ của Chính phủ theo phương thức đấu thầu.

## Đại cương
Nhà tạo lập thị trường chính được chỉ định (DPM) là nhà tạo lập thị trường chuyên biệt được sàn giao dịch chấp thuận để đảm bảo vị thế mua hoặc vị thế bán đối với một chứng khoán, quyền chọn hoặc chỉ số quyền chọn được chỉ định cụ thể. Hầu hết các công ty giao dịch ngoại hối là nhà tạo lập thị trường, cũng như nhiều ngân hàng. Nhà tạo lập thị trường ngoại hối vừa mua ngoại tệ từ khách hàng vừa bán cho khách hàng khác. Họ có thu nhập từ chênh lệch giá giao dịch, giúp bôi trơn thị trường bằng cách cung cấp thanh khoản, giảm chi phí giao dịch và tạo điều kiện thuận lợi cho giao dịch. Những nhà tạo lập thị trường sẵn sàng mua và bán cổ phiếu được niêm yết trên một sàn giao dịch, chẳng hạn như Sàn giao dịch chứng khoán New York (NYSE) hoặc Sàn giao dịch chứng khoán London (LSE), được gọi là "nhà tạo lập thị trường thứ ba" và có hơn hai ngàn nhà tạo lập thị trường ở Hoa Kỳ và con số này là và hơn một trăm ở Canada. 
Tại Hoa Kỳ, NYSE và Sàn giao dịch chứng khoán Hoa Kỳ (AMEX), cùng một số sàn giao dịch khác, đã chỉ định các nhà tạo lập thị trường, trước đây được gọi là "chuyên gia", những người đóng vai trò là nhà tạo lập thị trường chính thức cho một loại chứng khoán nhất định. Các nhà tạo lập thị trường cung cấp một lượng thanh khoản cần thiết cho thị trường chứng khoán và thực hiện giao dịch ngược lại khi có sự mất cân bằng mua-bán ngắn hạn trong các lệnh của khách hàng. Đổi lại, chuyên gia được cấp nhiều lợi thế về thông tin và thực hiện giao dịch. Các sàn giao dịch khác của Hoa Kỳ, nổi bật nhất là sàn giao dịch chứng khoán NASDAQ, sử dụng một số nhà tạo lập thị trường chính thức cạnh tranh trong một loại chứng khoán. Những nhà tạo lập thị trường này được yêu cầu duy trì thị trường hai chiều trong giờ giao dịch và có nghĩa vụ mua và bán theo giá thầu và giá chào bán được hiển thị. Họ thường không nhận được các lợi thế giao dịch như một chuyên gia, nhưng họ có được một số lợi thế, chẳng hạn như khả năng bán khống trắng trợn một cổ phiếu, tức là bán cổ phiếu đó mà không cần vay. 
Trong phần lớn các trường hợp, chỉ có nhà tạo lập thị trường chính thức mới được phép tham gia bán khống trần. Những thay đổi về quy tắc trong những năm 2000 và 2010 đã cấm rõ ràng việc bán khống trần của các nhà tạo lập thị trường quyền chọn. Trên thị trường thanh khoản như NYSE, hầu như mọi tài sản đều có hợp đồng mở, mang lại hai lợi ích: người chấp nhận giá có thể mua hoặc bán bất cứ lúc nào và người quan sát có thể liên tục theo dõi giá chính xác của mọi tài sản. Thu nhập cá nhân của nhà tạo lập thị trường đến từ sự chênh lệch giữa giá thầu, mức giá mà công ty sẵn sàng mua một cổ phiếu, và giá chào bán, mức giá mà công ty sẵn sàng bán nó. Nó được gọi là chênh lệch giá chào bán của nhà tạo lập thị trường, hoặc chênh lệch giá chào bán–chênh lệch giá chào mua. Giả sử rằng các lệnh mua và bán có số lượng bằng nhau và giá không bao giờ thay đổi, thì đây là số tiền mà nhà tạo lập thị trường sẽ kiếm được trong mỗi lần giao dịch khứ hồi. Nhà tạo lập thị trường thường cũng cung cấp thanh khoản cho khách hàng của công ty, và họ sẽ được hưởng hoa hồng.